# Tsoa jezik
Tsoa jezik (nazivan je brojnim imenoma: chuwau, chware, gǁabake, gabake-ntshori, haitshuari, hietshware, hiochuwau, hiotshuwau, kwe, kwe-etshori kwee, kwe-tshori, masarwa, sarwa, sesarwa, tati, tati bushman, tshuwau, tshwa; ISO 639-3: hio), jezik kojsanske porodice, kojim govori 3000 ljudi u Bocvani (2006) i 3540 u Zimbabveu (2000).
Njihovo etničko ime Hiechware znači People of open country

## Vanjske poveznice
- Ethnologue (14th)
- Ethnologue (15th)